# (185640) Sunyisui
(185640) Sunyisui est un astéroïde de la ceinture principale et plus spécifiquement du groupe de Hilda.

## Description
(185640) Sunyisui est un astéroïde du groupe de Hilda. Il présente une orbite caractérisée par un demi-grand axe de 3,97 UA, une excentricité de 0,19 et une inclinaison de 7,6° par rapport à l'écliptique.

## Compléments